# Route 62 (Afrique du Sud)
Pour les articles homonymes, voir Route 62.
La Route 62 est une route touristique en Afrique du Sud qui serpente entre Le Cap, Oudtshoorn, la Route des Jardins et Port Elizabeth, offrant une alternative pittoresque à la route nationale 2.

## Histoire
La route est construite en 1851 pour acheminer les produits agricoles vers les principaux centres de distribution du pays.

## Géographie

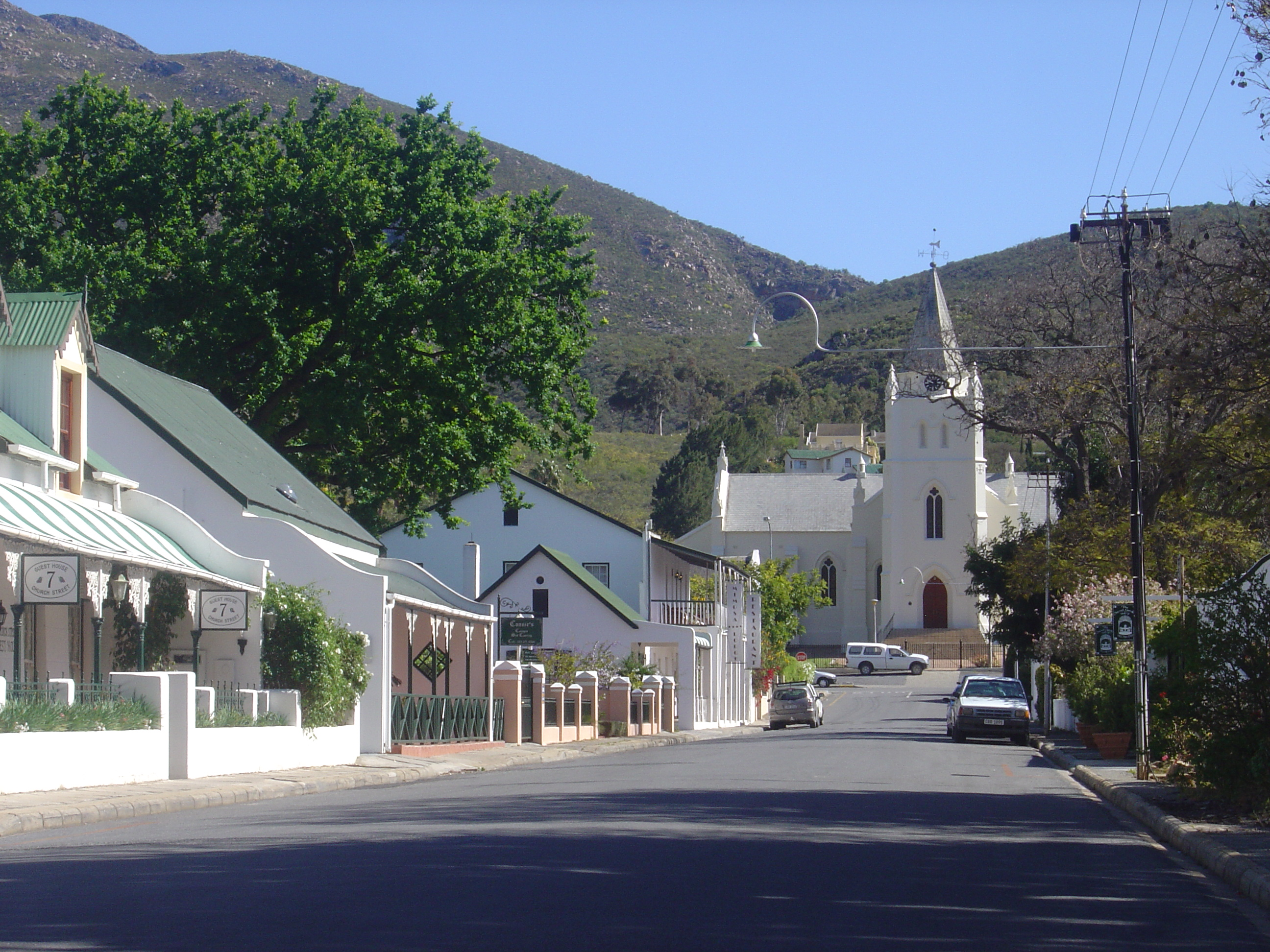
Village viticole de Montagu dans le Petit Karoo

Également nommée de Route des vins, la route 62 traverse les régions viticoles de Wellington, Tulbagh, Worcester, Robertson, Montagu et le Klein Karoo. Elle est donc l’une des plus longues routes viticoles au monde. Les activités le long de la route 62 comprennent des visites œnologiques, des safaris, de l'art tribal, des musées, des randonnées, de l'escalade, du canoë, de l'équitation, etc. Elle s’étend sur 850 km entre Le Cap et Port Elizabeth.

## Lieux
Sur la route, on trouve des grottes naturelles qui descendent jusqu'à 300 mètres sous terre, des pistes d'escalade, des réserves naturelles (dont Sanbona où se trouvent les seuls lions blancs en liberté au monde), les fermes d'autruches d'Oudtshoorn... La ville de Robertson héberge la distillerie du brandy Klipdrift et le festival annuel Wacky Wine Festival.